# Santa María de los Mártires (título cardenalicio)
El título cardenalicio de Santa María de los Mártires (o Santa María Rotonda por encontrase en el Panteón de Agripa, hoy basílica de Santa María de los Mártires) fue erigida por el papa Benedicto XIII en el consistorio secreto celebrado el 23 de junio de 1725. El 26 de mayo de 1929 el título fue suprimido y transferido a San Apolinar en las Termas Neronianas-Alejandrinas por Pío XI en la constitución apostólica Recenti conventione, en base al artículo 15.º de los Pactos de Letrán.

## Titulares
- Niccolò del Giudice (23 julio 1725 - 30 enero 1743)
- Alessandro Albani (11 marzo 1743 - 10 abril 1747)
- Carlo Maria Sacripante (10 abril 1747 - 1 febrero 1751)
- Mario Bolognetti (1 febrero 1751 - 12 febrero 1756)
- Prospero Colonna di Sciarra (16 febrero 1756 - 24 enero 1763)
- Domenico Orsini d'Aragona (24 enero 1763 - 17 febrero 1777)
- Antonio Casali (17 febrero 1777 - 14 enero 1787)
- Ignazio Gaetano Boncompagni Ludovisi (29 enero 1787 - 30 marzo 1789)
- Antonio Maria Doria Pamphilj (30 marzo 1789 - 2 abril 1800)
- Romoaldo Braschi Onesti (2 abril 1800 - 30 abril 1817)
- Ercole Consalvi (28 julio 1817 - 24 enero 1824)
- Stanislao Sanseverino (21 marzo 1825 - 11 mayo 1826)
- Agostino Rivarola (3 julio 1826 - 7 noviembre 1842)
- Adriano Fieschi (27 enero 1843 - 19 diciembre 1853)
- Vincenzo Santucci (23 junio 1854 - 19 agosto 1861)
- Roberto Giovanni F. Roberti (16 marzo 1863 - 7 noviembre 1867)
- Gaspare Grassellini, C.O. (20 diciembre 1867 - 19 septiembre 1875)
- Enea Sbarretti (20 marzo 1877 - 1 mayo 1884)
- Carmine Gori Merosi (13 noviembre 1884 - 15 septiembre 1886)
- Luigi Pallotti (26 mayo 1887 - 31 julio 1890)
- Vacante (1890 - 1901)
- Felice Cavagnis (18 abril 1901 - 29 diciembre 1906)
- Vacante (1906 - 1929)
- Diaconía suprimida en 1929